# Pistón de fuego

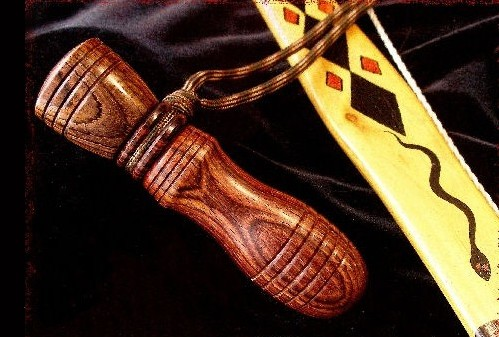
Cocobolo del SE de Asia

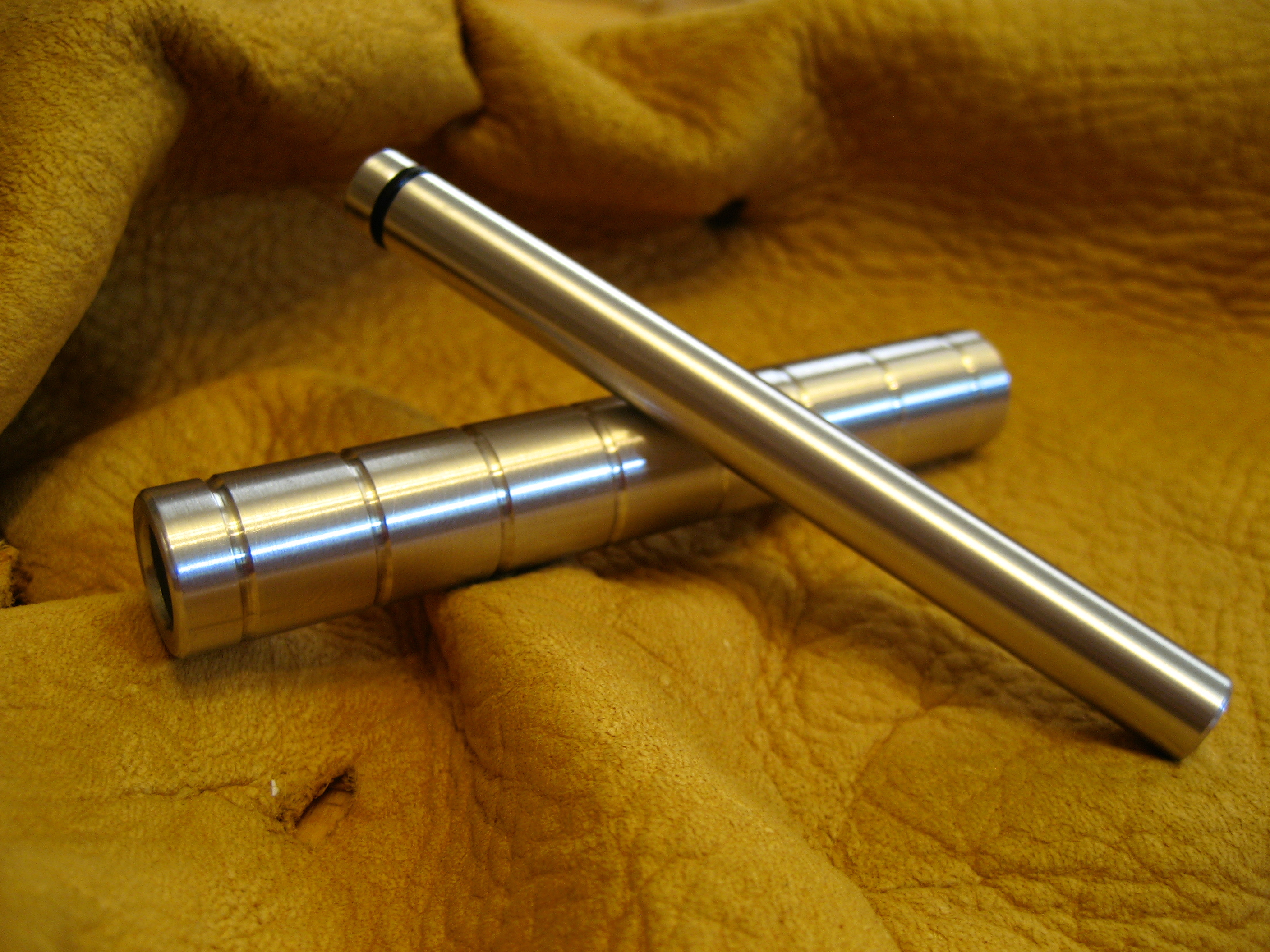
Cocobolo moderno hecho de aluminio 6061

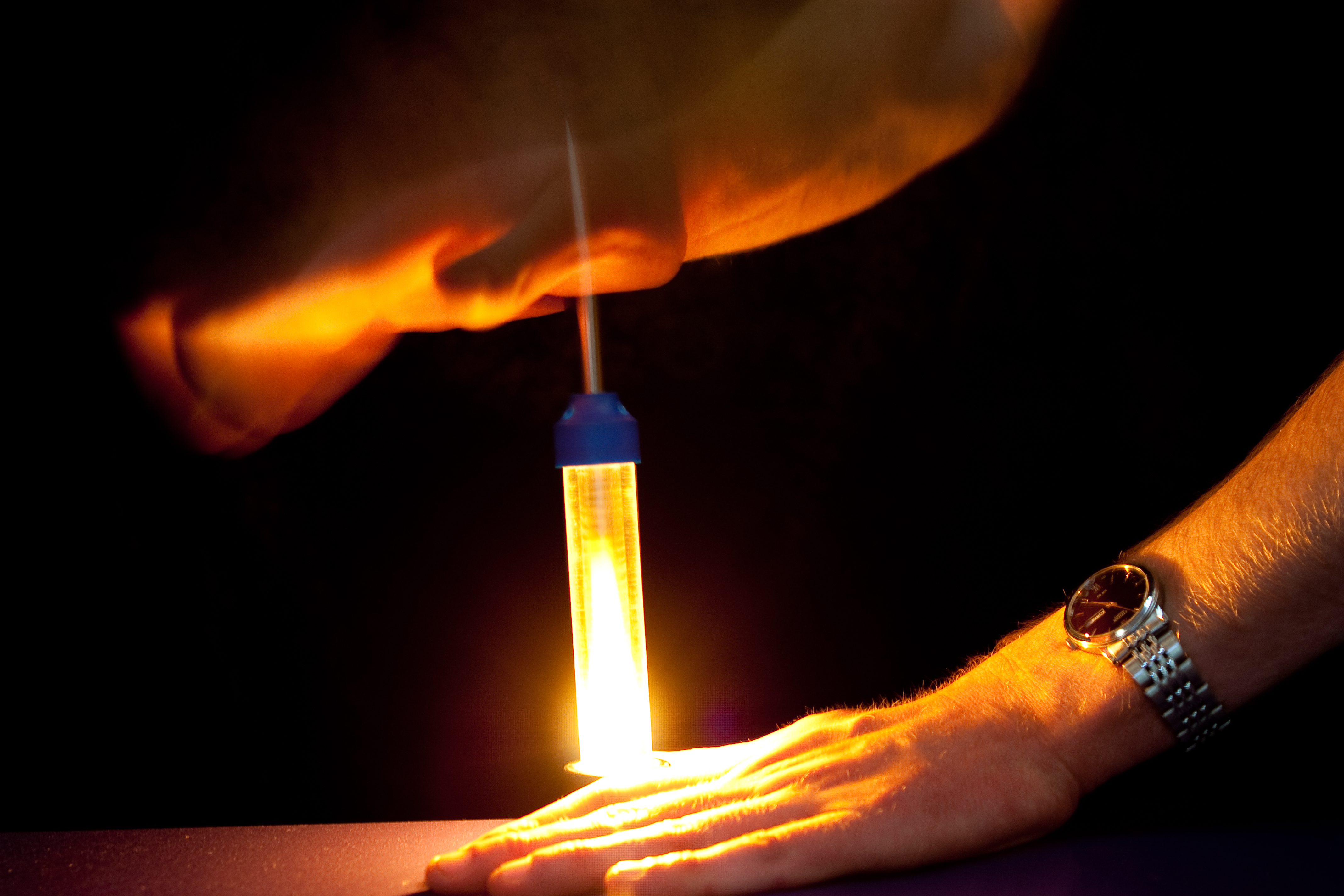
demostración de un cocobolo

Un pistón de fuego es un dispositivo primitivo ya conocido en la antigüedad utilizado para encender fuego.
El pistón de fuego se usaba en el Sureste de Asia y en las islas del Pacífico para encender el fuego, aprovechando la compresión adiabática del aire en un cilindro de madera y un pistón.
Hecho de madera, de cuerno o de bambú y, con un toque moderno también se puede hacer de vidrio con el émbolo de plomo u otros metales.
Probablemente, inspiró a Rudolf Diesel para dar la solución a la ignición del motor diésel

## Principio
La longitud del cilindro de un pistón de fuego oscila entre 7,5 cm y 15 cm, y tiene un diámetro de 6-7 mm, sellado en un extremo y abierto por el otro.
Un pistón con un sello hermético circular se instala dentro del cilindro. El pistón tiene una manivela en el extremo para permitir cogerlo con firmeza, o bien una gran superficie suficiente para dar un golpe seco, sin causar dolor, mientras que el cilindro está apoyado contra una superficie dura, el pistón puede ser completamente retirado del cilindro, después de inflamar la yesca. El pistón tiene generalmente una muesca o cavidad donde se pone un trozo de algodón carbonizado, hongo yesquero u otro tipo de yesca.
Se necesita una gran cantidad de energía para comprimir el aire en el cilindro. Esta energía se transfiere al aire que se ha comprimido, y la única forma en que un gas puede contener esta energía es en forma de aumento de su temperatura, de modo que el gas se calienta. El gas dentro del cilindro se comprime hasta cerca de 1/20 de su volumen original y, en teoría, su temperatura puede subir hasta unos 700 °C, de acuerdo con la ley típica para procesos adiabáticos con gases ideales, esto es, la ecuación de Laplace. En concreto, si el aire contenido inicialmente en el pistón de fuego está a 20 °C (o sea, 293,15 K), para una relación de compresión de 20 y un índice adiabático de 1,4 para el aire, la temperatura teórica final del aire en el pistón de fuego al final de la compresión es de 698,48 °C en conformidad con la ecuación de Laplace, lo cual explica la funcionalidad de este útil artefacto de sobrevivencia en la naturaleza.